# Andrenosoma currani
Andrenosoma currani är en tvåvingeart som beskrevs av Stanley Willard Bromley 1931. Andrenosoma currani ingår i släktet Andrenosoma och familjen rovflugor. Inga underarter finns listade i Catalogue of Life.